# Мажор-Виейра
Мажор-Виейра (порт. Major Vieira) — муниципалитет в Бразилии, входит в штат Санта-Катарина. Составная часть мезорегиона Север штата Санта-Катарина. Входит в экономико-статистический  микрорегион Каноиньяс. Население составляет 6596 человек на 2006 год. Занимает площадь 526 км². Плотность населения — 12,5 чел./км².

## История
Город основан 23 января 1967 года.

## Статистика
- Валовой внутренний продукт на 2003 составляет 71.740.467,00 реалов (данные: Бразильский институт географии и статистики).
- Валовой внутренний продукт на душу населения на 2003 составляет 10.647,15 реалов (данные: Бразильский институт географии и статистики).
- Индекс развития человеческого потенциала на 2000 составляет 0,752 (данные: Программа развития ООН).